# Пушкинское высшее училище радиоэлектроники ПВО
Пушкинское высшее ордена Красной Звезды училище радиоэлектроники противовоздушной обороны имени маршала авиации Е. Я. Савицкого — высшее военно-учебное заведение, основанное 17 мая 1941 года, осуществляющее подготовку военно-инженерных кадров в области радиоэлектроники.
День годового праздника — 17 мая.

## Основная история
Приказом народного комиссара обороны СССР от 17 мая 1941 года на базе батальона ВНОС Ленинградского училища связи РККА для подготовки военных специалистов Войск ВНОС было создано Ленинградское военное училище воздушного наблюдения. Ленинградское военное училище воздушного наблюдения находилась на бывшем месте расположения казарм лейб-гвардии 3-го Стрелкового полка.
23 августа 1941 года в начальный период Великой Отечественной войны Ленинградское военное училище воздушного наблюдения из-за критического положения на Ленинградском фронте было переправлено в Башкирскую АССР в город Бирск. За период войны с 27 декабря 1941 года училищем было выпущено двадцать девять выпусков взводных командиров для частей ВНОС и подготовлено для нужд фронта тысяча восемьсот шестьдесят три офицера. 
С 1945 года Военное радиотехническое училище было размещено для постоянной дислокации в городе Пушкин Ленинградской области. 22 февраля 1968 года Указом Президиума Верховного Совета СССР № 23 «за большие заслуги в деле подготовки офицерских кадров» Пушкинское радиотехническое училище ПВО было награждено орденом Красной Звезды.
В 1969 году Постановлением Совета Министров СССР Пушкинское военное училище радиоэлектроники было преобразовано в высшее военное училище радиоэлектроники, с 1977 года высшее военное училище начало подготовку инженер-офицеров с высшим военно-специальным образованием для Войск ПВО. Указом Президиума Верховного Совета СССР от 19 января 1991 года Пушкинскому высшему военному училищу радиоэлектроники ПВО было присвоено имя маршала авиации Е. Я. Савицкого.
29 августа 1998 года Постановлением Правительства Российской Федерации № 1009  Пушкинское высшее училище радиоэлектроники ПВО становится филиалом Военного-инженерно-космического университета имени А. Ф. Можайского.
Позже переименовано в Пушкинский военный институт радиоэлектроники Космических войск имени маршала авиации Е. Я. Савицкого. 10.04.2006 присоединено к Военно-космической академии имени А. Ф. Можайского в качестве структурного подразделения. Позже расформирован.
За весь период существования Пушкинского высшего военного училища было подготовлено более двадцати трех тысяч офицерских кадров, более шестидесяти выпускников были удостоены генеральских званий, один из них генерал Н. М. Кутынцев был удостоен звания Герой Советского Союза и двое стали Героями Социалистического Труда — генералы Е. С. Юрасов и  Г. В. Кисунько.

## Награды института
- Орден Красной Звезды (22.02.1968 — «За большие заслуги в деле подготовки офицерских кадров»)

## Начальники института
Основной источник:
- генерал-майор Г. А. Вагнер (с 1941)

## Известные выпускники и преподаватели
- Кутынцев, Николай Михайлович
- Кисунько, Григорий Васильевич
- Юрасов, Евгений Сергеевич
- Свиридов, Георгий Васильевич
- Борисов, Юрий Иванович